# Кубок из Новогрудка

Стеклянный кубок из Новогрудка

Кубок из Новогрудка — тонкостенный кубок XII в., найденный в 1958 году в Новогрудке. Со времени первой публикации Р. М. Джанпаладзян о новогрудских стеклянных сосудах — красного кубка и синего флакона, большинство советских и зарубежных исследователей включают их в число византийских изделий.

## Описание
Тонкостенный кубок высотой 20 см, выдутый из прозрачного стекла красно-фиолетового цвета, имеет шклянкападобную форму с отогнутым наружу венчиком. Кубок расписан золотом. Роспись разделяет поверхность кубка на три горизонтальные части. Вверху помещена ромбическая сеть со стилизованным изображением ели в каждом ромбе, в средней части — изображение голубя, который сидит, расправив крылья. Еловые ветки свисают над его головой и лежат около хвоста.